# Stromatoporoidy
Stromatoporoidy, stromatolity stromatoporoidowe (Stromatoporoidea) – grupa gąbek pospolitych (Demospongiae). Były bardzo powszechnymi organizmami w morzach paleozoiku, występowały od późnego ordowiku do wczesnego karbonu. Są to najczęściej kopułowate lub bochenkowate ciała, o mikrostrukturze, na którą składają się poziome warstewki (laminy, zgrupowane w makroskopowe latylaminy), pionowe pile, astrorizy i montikule.
Niektórzy badacze uznają Stromatoporoidea za grad morfologiczny archeocjatów, którego przedstawiciele oprócz paleozoiku dotrwali do końca mezozoiku – wskazywano również na podobieństwa pomiędzy stromatoporoidami a niektórymi współczesnymi gąbkami, co mogłoby sugerować, że Stromatoporoidea żyją również współcześnie. Hartman i Goreau (1970) łączyli je z Chaetitida w grupę Sclerospongiae, jednak taka klasyfikacja nie przyjęła się. Inni naukowcy uważają stromatoporoidy żyjące po erze paleozoicznej za polifiletyczną grupę obejmującą zwierzęta należące zarówno do gąbek, jak i parzydełkowców. Stromatoporoidy występujące w paleozoiku mogą z kolei być grupą monofiletyczną.

## Linki zewnętrzne

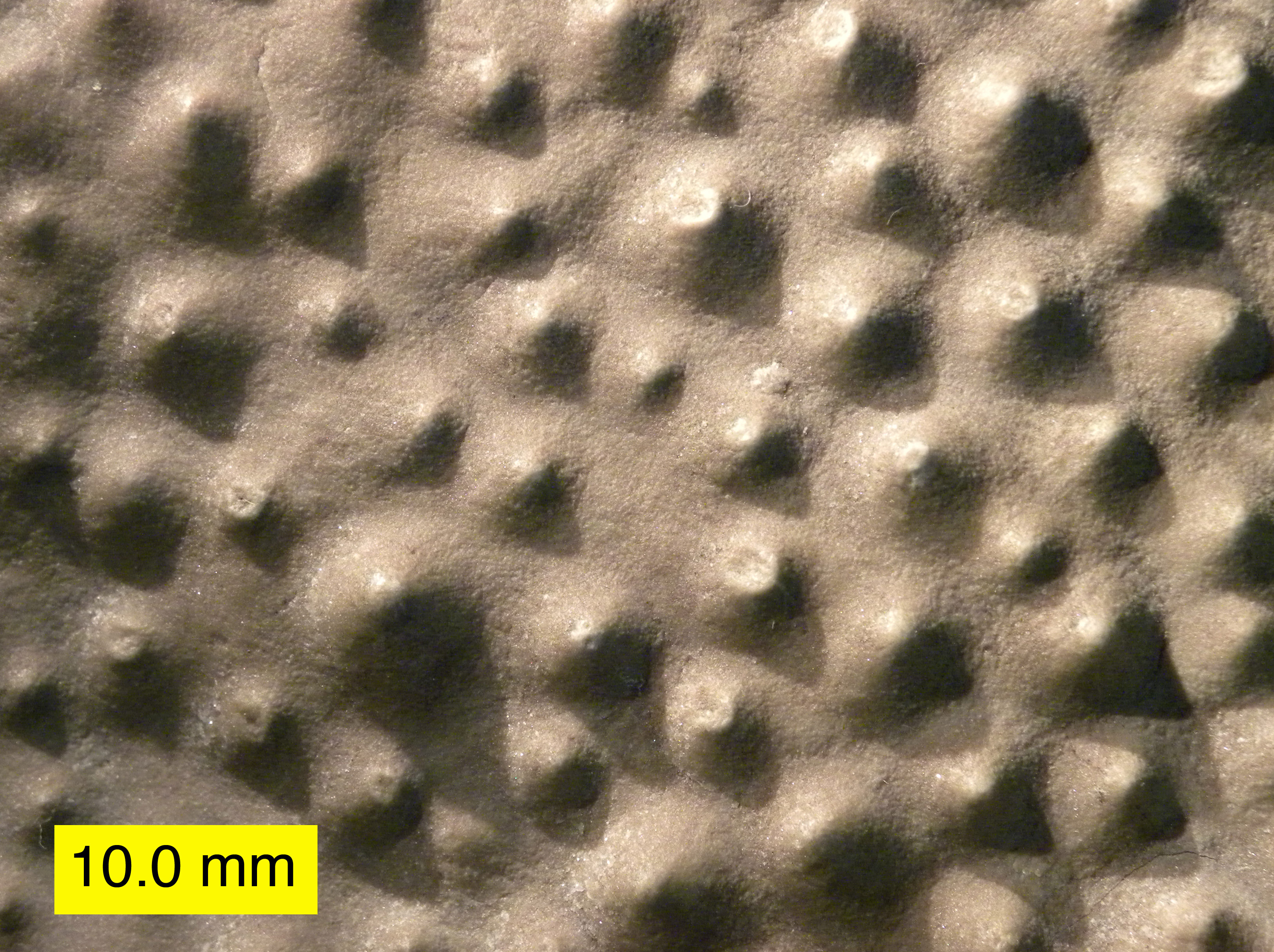

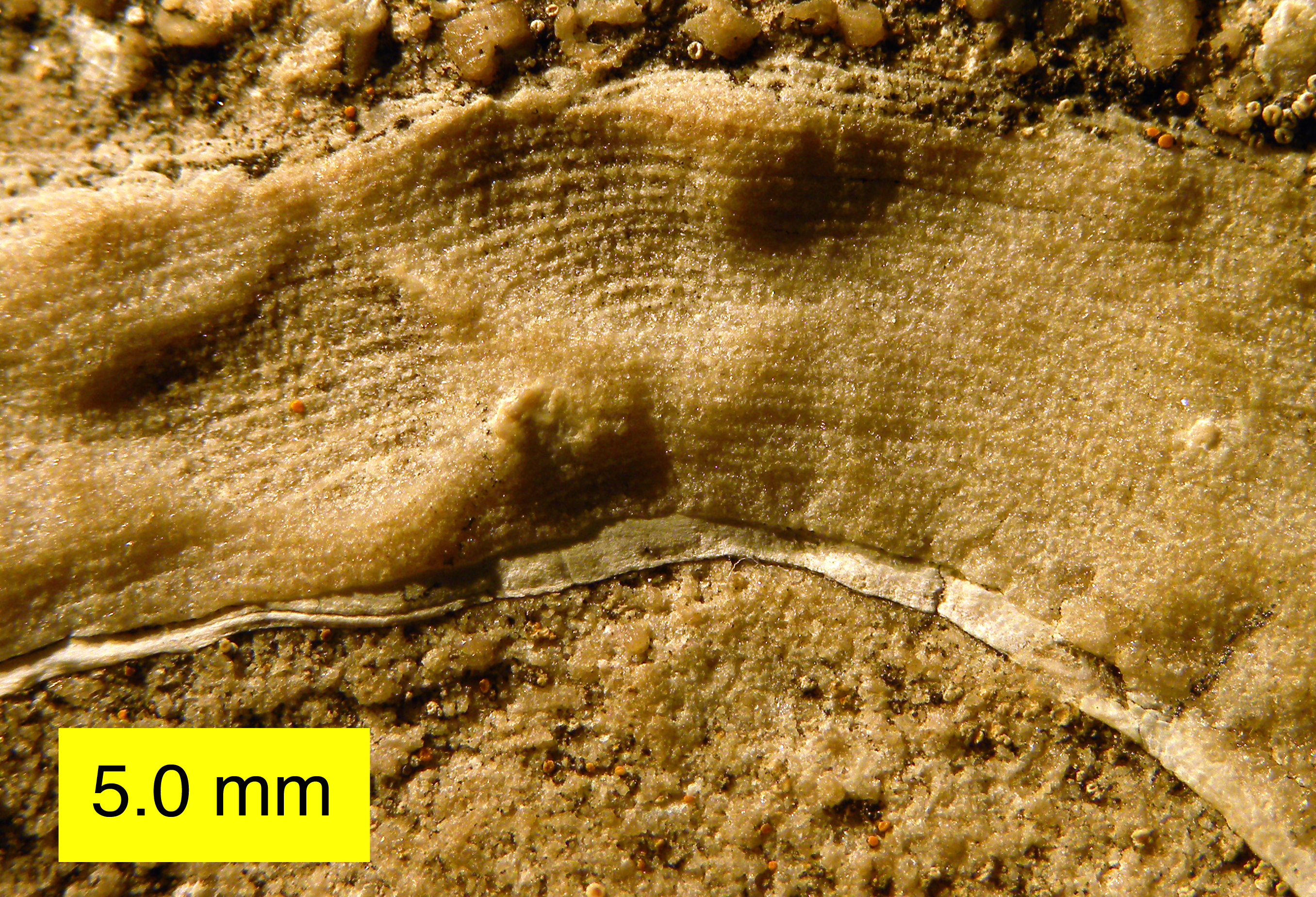